# Falcimala lativitta
Falcimala lativitta là một loài bướm đêm trong họ Noctuidae.